# أندريه زيمر
أندريه زيمر (بالفرنسية: André Zimmer)‏ هو راكب الكنو لوكسمبورغي، ولد في 12 سبتمبر 1912، وتوفي في 13 ديسمبر 1984.

## وصلات خارجية
- أندريه زيمر على موقع أوليمبيديا (الإنجليزية)